# فيديشا
فيديشا  هي مدينة، في الهند، تقع في منطقة فيديشا، بلغ عدد سكانها 155,959  نسمة وذلك حسب إحصائيات سنة 2011، رمزها البريدي هو 464001.

## أعلام
- كايلاش ساتيارثي